# Phayong Khunnaen
Phayong Khunnaen (thailändisch พยงค์ ขุนเณร, * 21. April 1967 in Bangkok) ist ein thailändischer Fußballtrainer.

## Karriere
Phayong Khunnaen trainierte von 2005 bis 2007 die thailändische U19 und U17-Nationalmannschaft. 2011 übernahm er das Traineramt des Erstligisten BEC Tero Sasana FC. 2012 stand er an der Seitenlinie des ebenfalls in der ersten Liga spielenden Sisaket FC. 2013 wurde der Verein aus Sisaket gesperrt. Khunnaen verließ den Verein und schloss dem Erstligaaufsteiger Suphanburi FC aus Suphanburi an. Nach einer Saison wechselte er im Januar 2014 nach Songkhla zum Ligakonkurrenten Songkhla United FC. Hier wurde der Vertrag Mitte des Jahres aufgelöst. 2015 trainierte er wieder die thailändische U17-Nationalmannschaft sowie den Zweitligisten PTT Rayong FC aus Rayong. 2016 stand er in Chiangmai beim Ligakonkurrenten Chiangmai FC an der Seitenlinie. Die Saison 2017 trainierte er den Zweitligisten Nakhon Pathom United FC. Am Ende musste er mit dem Verein aus Nakhon Pathom aus der zweiten Liga absteigen. Ende 2018 unterschrieb er einen Vertrag beim Erstligaaufsteiger Trat FC. Im Mai 2021 stieg er mit Trat in die Zweite Liga ab. Nach dem Abstieg wurde sein Vertrag aufgelöst. Im August 2022 übernahm er bis Dezember 2022 kden Drittligisten Nonthaburi United S.Boonmeerit FC. Mit dem Verein spielte er in der Bangkok Metropolitan Region der Liga. Direkt im Anschluss übernahm er den in der Western Region spielenden Drittligisten Kanchanaburi City FC. Hier stand er bis Saisonende unter Vertrag. Im Januar 2025 übernahm er zum zweiten Mal das Traineramt beim Trat FC.